# Drumevo, Șumen
Drumevo (în bulgară Друмево) este un sat în comuna Șumen, regiunea Șumen,  Bulgaria. 

## Demografie
Componența etnică a satului Drumevo
     Turci (54,25%)
     Bulgari (12,02%)
     Romi (31,91%)
     Nicio identificare (1,8%)
La recensământul din 2011, populația satului Drumevo era de 940 locuitori. Din punct de vedere etnic, majoritatea locuitorilor (54,25%) erau turci, existând și minorități de romi (31,91%) și bulgari (12,02%). Pentru 1,8% din locuitori nu este cunoscută apartenența etnică.